# Ronde van Frankrijk 1911
| Route van 1911    |                        |            |
| Eindklassement    |                        |            |
| Eerste            | Gustave Garrigou       | 43 punten  |
| Tweede            | Paul Duboc             | 61 punten  |
| Derde             | Émile Georget          | 84 punten  |
| Vierde            | Charles Crupelandt     | 109 punten |
| Vijfde            | Louis Heusghem         | 135 punten |
| Zesde             | Marcel Godivier        | 141 punten |
| Zevende           | Charles Cruchon        | 145 punten |
| Achtste           | Ernest Paul            | 153 punten |
| Negende           | Albert Dupont          | 158 punten |
| Tiende            | Henri Devroye          | 171 punten |
| Rode Lantaarn     | Lucien Roquebert (28e) | 392 punten |
| Ploegenklassement | Alcyon                 | -          |
| Tweede            | ?                      | -          |
| Derde             | ?                      | -          |

De 9e editie van de Ronde van Frankrijk werd gehouden van 2 tot 30 juli 1911. Van de 84 gestarte coureurs finishten er 28 in Parijs.
- Aantal etappes: 15
- Totale afstand: 5344 km
- Gemiddelde snelheid: 27.319 km/h
- Aantal deelnemers: 84
- Aantal uitvallers: 56

## Nieuwigheden
De Tour was dit jaar bijna 600 kilometer langer dan de Tour van 1910. Tourdirecteur Henri Desgranges was tot de conclusie gekomen dat het opnemen van de Pyreneeënetappes in de ronde van verleden jaar een publicitair succes was en daarom had hij, om de ronde nog moeilijker en attractiever te maken, besloten ditmaal de renners voor het eerst over de Alpentoppen in het departementen Savoie en Isère te voeren. Ook moesten de renners voor het eerst de 2645m hoge Col du Galibier in de Alpen beklimmen.

## Wedstrijdverloop
Gustave Garrigou won de eerste etappe en kon zich nogmaals na de 4e etappe aan de leiding van het klassement nestelen. Nadat Paul Duboc de 8e en de 9e etappe had gewonnen, leek het erop dat het slechts een kwestie van tijd zou zijn eer hij Garrigou als leider zou aflossen. Het noodlot sloeg echter voor Duboc toe toen hij door een mysterieuze voedselvergiftiging werd getroffen en hij door Garrigou op grote afstand werd gereden. Er werd nooit achterhaald wie met het voedsel van Duboc had geknoeid. Desondanks kon hij wel de tweede plaats in het klassement veiligstellen.
Tot de uitvallers behoorden de gedoodverfde favorieten voor de eindzege Octave Lapize, François Faber, Louis Trousselier en Lucien Petit-Breton.

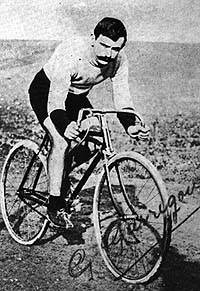
Gustave Garrigou, winnaar Tour 1911.

## Belgische en Nederlandse prestaties
In totaal namen er 12 Belgen en 0 Nederlanders deel aan de Tour van 1911.

### Belgische etappezeges
- De Belg Jules Masselis won de 2de etappe van Duinkerke naar Longwy en werd voor een dag leider in het klassement.

### Nederlandse etappezeges
- In 1911 waren er geen Nederlandse etappezeges.

## Etappes
| Etappe | Datum    | Start - Fisnish       | km  | Etappewinnaar      | Leider Klassement |
| ------ | -------- | --------------------- | --- | ------------------ | ----------------- |
| 1.     | 2. juli  | Parijs - Duinkerke    | 351 | Gustave Garrigou   | Gustave Garrigou  |
| 2.     | 4. juli  | Duinkerke- Longwy     | 388 | Jules Masselis     | Jules Masselis    |
| 3.     | 6. juli  | Longwy - Belfort      | 331 | Marcel Godivier*   | Gustave Garrigou  |
| 4.     | 8. juli  | Belfort - Chamonix    | 344 | Charles Crupelandt | Gustave Garrigou  |
| 5.     | 10. juli | Chamonix - Grenoble   | 366 | Emile Georget      | Gustave Garrigou  |
| 6.     | 12. juli | Grenoble - Nice       | 348 | François Faber     | Gustave Garrigou  |
| 7.     | 14. juli | Nice - Marseille      | 334 | Charles Crupelandt | Gustave Garrigou  |
| 8.     | 16. juli | Marseille - Perpignan | 335 | Paul Duboc         | Gustave Garrigou  |
| 9.     | 18. juli | Perpignan - Luchon    | 289 | Paul Duboc         | Gustave Garrigou  |
| 10.    | 20. juli | Luchon - Bayonne      | 326 | Maurice Brocco     | Gustave Garrigou  |
| 11.    | 22. juli | Bayonne - La Rochelle | 379 | Paul Duboc         | Gustave Garrigou  |
| 12.    | 23. juli | La Rochelle - Brest   | 470 | Marcel Godivier    | Gustave Garrigou  |
| 13.    | 26. juli | Brest - Cherbourg     | 405 | Gustave Garrigou   | Gustave Garrigou  |
| 14.    | 28. juli | Cherbourg - Le Havre  | 361 | Paul Duboc         | Gustave Garrigou  |
| 15.    | 30. juli | Le Havre - Parijs     | 317 | Marcel Godivier    | Gustave Garrigou  |

* L'Auto 3 augustus 1911 - Le Cas Faber - De UVF declasseert Faber naar de laatste plaats van het dag klassement van etappe 3. Faber erkent dat dit terecht is. Zie https://gallica.bnf.fr/ark:/12148/bpt6k46305817/f3.item
 winnaars gele trui · 
 puntenklassement · 
 bergklassement · 
 jongerenklassement · 
 tussensprintklassement · 
 combinatieklassement · 
 ploegenklassement · 
 strijdlust · 
rode lantaarn
records · meeste deelnames · ranglijst etappewinnaars · bekende beklimmingen · valpartijen · dopinggevallen · Grand Départ · Souvenir Henri Desgrange
1903 · 
1904 · 
1905 · 
1906 · 
1907 · 
1908 · 
1909 · 
1910 · 
1911 · 
1912 · 
1913 · 
1914 ·
1915 ·
1916 ·
1917 ·
1918 · 
1919 · 
1920 · 
1921 · 
1922 · 
1923 · 
1924 · 
1925 · 
1926 · 
1927 · 
1928 · 
1929 · 
1930 · 
1931 · 
1932 · 
1933 · 
1934 · 
1935 · 
1936 · 
1937 · 
1938 · 
1939 · 
1940 ·
1941 ·
1942 ·
1943 ·
1944 ·
1945 ·
1946 ·
1947 · 
1948 · 
1949 · 
1950 · 
1951 · 
1952 · 
1953 · 
1954 · 
1955 · 
1956 · 
1957 · 
1958 · 
1959 · 
1960 · 
1961 · 
1962 · 
1963 · 
1964 · 
1965 · 
1966 · 
1967 · 
1968 · 
1969 · 
1970 · 
1971 · 
1972 · 
1973 · 
1974 · 
1975 · 
1976 · 
1977 · 
1978 · 
1979 · 
1980 · 
1981 · 
1982 · 
1983 · 
1984 · 
1985 · 
1986 · 
1987 · 
1988 · 
1989 · 
1990 · 
1991 · 
1992 · 
1993 · 
1994 · 
1995 · 
1996 · 
1997 · 
1998 · 
1999 · 
2000 · 
2001 · 
2002 · 
2003 · 
2004 · 
2005 · 
2006 · 
2007 · 
2008 · 
2009 · 
2010 · 
2011 · 
2012 · 
2013 · 
2014 · 
2015 · 
2016 · 
2017 · 
2018 · 
2019 ·
2020 · 
2021 · 
2022 · 
2023 · 
2024 · 
2025